# 宇尾野藤八
宇尾野 藤八（うおの とうはち、1862年3月8日〈文久2年2月8日〉 - 1928年〈昭和3年〉4月2日）は、日本の銀行家・会社役員、新潟県の大地主、篤農家、新潟県多額納税者。族籍は新潟県平民。

## 経歴
新潟県北蒲原郡水原町（現・阿賀野市）・宇尾野友太郞の長男。1887年、東京高等商業学校を卒業する。新潟商業学校長となる。1893年、家督を相続する。
新発田倉庫、新潟貯蓄銀行各監査役、第四銀行取締役・同専務取締役をつとめる。

## 人物
宇尾野家は古着商で、平凡な一庶民階級であったが、藤八は極めて堅実な人で、よく産を為した。第四国立銀行創設当時、支配人の白勢彦次郎に知られ同行に入り、累進して専務取締役となった。
貴族院多額納税者議員選挙の互選資格を有した。住所は新潟県北蒲原郡水原町（現・阿賀野市）。

## 家族・親族
宇尾野家
- 父・友太郞[13]（太物商[14]）
- 妻・キユノ（1873年 - ?、新潟、中島又一郎の長女）[3][10]
- 二男・潔（1891年 - ?、資産家[8]、新潟県多額納税者[15]、農業[16]） - 1920年、早稲田大学英法科を卒業[8][17]。住所は水原下町[1]。宗教は仏教[16]。
  - 同妻[16]
  - 同長男[16]
  - 同二男[16]
  - 同三男[16]
  - 同長女[16]
- 七男・久[18]（1913年 - 1968年、慶應義塾大学経済学部教授[19]）
- 娘[3]

親戚
- 妹の夫・宇尾野順次郎[10]（太物商[20]）